# Bour (Luxemburg)
Bour (Luxemburgs: Bur) is een plaats in de gemeente Helperknapp en het kanton Mersch in Luxemburg.
Bour telt 64 inwoners (2001).
Bour maakte deel uit van de gemeente Tuntange totdat deze op 1 januari 2018 fuseerde met de gemeente Boevange-sur-Attert tot de huidige gemeente Helperknapp.

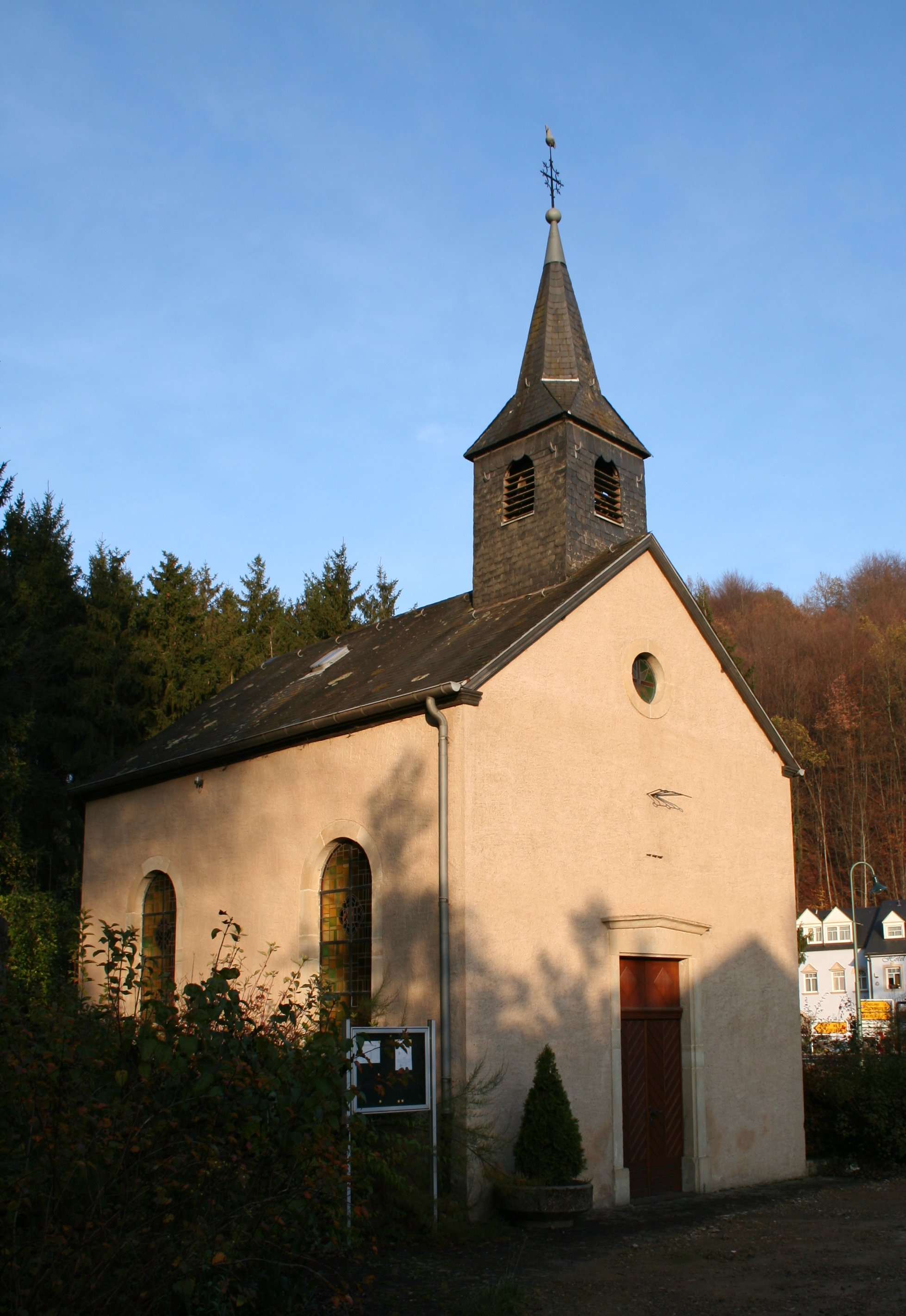
Kapel

Ansembourg · Bill · Boevange-sur-Attert · Bour · Brouch · Buschdorf · Finsterthal · Grevenknapp · Hollenfels · Marienthal · Openhalt · Tuntange

Luxemburgse gemeenten · Kanton Mersch · Luxemburg